# Margarete Adler
Margarete Adler, verheiratet als Margarete Pfundner-Adler, (geboren 13. Februar 1896 in Wien, Österreich-Ungarn; gestorben 10. April 1990 ebenda) war eine österreichische Athletin in verschiedenen Sportarten. Als Schwimmerin nahm sie an den Olympischen Spielen 1912 und Vertrat ihr Heimatland bei den Olympischen Spielen 1924 als Wasserspringerin, trat aber auch in anderen Sportarten wie Hockey oder Ski Alpin, in Erscheinung.

## Leben
Margarete Adler war die Tochter von Gustav Adler (1857–1928) und Maria Eleonore Adele Müller (1869–1958). Der jüdische Polizeiarzt Gustav Adler engagierte sich für den Ausbau des Schwimmsports im Schulunterricht.
Bei den Olympischen Spielen 1912 in Stockholm standen erstmals Schwimmwettbewerbe für Damen auf dem Programm. Am 8. Juli schied Adler im 100-Meter-Freistilwettbewerb im vierten Vorlauf aus. Am 15. Juli 1912 gewannen Margarete Adler, Klara Milch, Josephine Sticker und Bertha Zahourek die Bronzemedaille in der 4-mal-100-Meter-Freistilstaffel hinter den Staffeln aus dem Vereinigten Königreich und aus Deutschland. Damit waren die vier Schwimmerinnen die ersten österreichischen Frauen, die eine olympische Medaille gewannen. Mit 16 Jahren und 152 Tagen ist Margarete Adler die jüngste österreichische olympische Medaillengewinnerin bei Sommerspielen.
Von 1915 bis 1919 spielte sie Hockey beim Wiener Hockeyclub. Zwölf Jahre nach Stockholm nahm Adler an den Olympischen Spielen 1924 in Paris teil. Sie schied im Vorkampf des Turmspringens aus. Im Jahr 1926 wurde Adler Europameisterin im Kunstspringen.
Des Weiteren war sie auch in anderen Sportarten, unter anderem als Skirennfahrerin, aktiv und gewann zahlreiche österreichische Bewerbe.
Für ihre Leistungen um den Österreichischen Leichtathletik-Verband wurde Adler mit der Goldenen Marathonnadel geehrt.
Grete Adler heiratete den Glockenbauer Josef Pfundner jun. (1902–1983), auch ihr Sohn Martin Pfundner arbeitete in dem Familienbetrieb Glockengießerei Pfundner. Sie selbst war beruflich als Turnlehrerin tätig.